# 里拉山脉
里拉山脉位于保加利亚西南部，其大部分在里拉国家公园内，最高峰穆萨拉峰海拔2,925米。
里拉山是巴尔干半岛最高的山脉，也是仅次于高加索山脉、阿尔卑斯山脉、内华达山脉、比利牛斯山脉和埃特纳山脉的欧洲第六高山。
山名“里拉”据说起源于色雷斯语，意为“多水的山”。里拉山有丰富的冰川湖和温泉，巴尔干半岛多条河流例如马里查河、伊斯克尔河和梅斯塔河等都发源于此处。
建于10世纪、保加利亚最大最重要的修道院里拉修道院就位于里拉山。